# Targets
Targets és una pel·lícula de thriller de ficció criminal esatunidenca del 1968 dirigida per Peter Bogdanovich, produïda per Roger Corman i escrita per Polly Platt i Bogdanovich, amb fotografia de László Kovács.
La pel·lícula representa dues narracions paral·leles que convergeixen durant el clímax: una segueix a Bobby Thompson (Tim O'Kelly), un jove aparentment normal i saludable que s'embarca en una matança sense provocació; l'altra representa a Byron Orlok (Boris Karloff en el seu últim paper dramàtic directe), un actor emblemàtic de cinema de terror que està desil·lusionat per la violència de la vida real i està contemplant la jubilació.
Targets va rebre crítiques generalment positives. Es va incloure al llibre de 2003 1001 Movies You Must See Before You Die.

## Argument
Byron Orlok, un actor de cinema de terror envellit i amargat, anuncia bruscament la seva decisió de retirar-se i tornar a la seva Anglaterra natal per viure els seus últims dies. Orlok es considera obsolet perquè creu que la gent ja no s'espanta per l'horror passat de moda, citant les notícies de la vida real com a més horroroses que qualsevol cosa a les seves pel·lícules. No obstant això, després de molta persuasió, particularment del jove director Sammy Michaels, Orlok accepta fer una darrera aparició promocional en persona a un autocinema a Reseda abans de deixar Hollywood definitivament.
Bobby Thompson és un agent d'assegurances jove, tranquil i net i veterà de la Guerra del Vietnam que viu a la zona suburbana de la Vall de San Fernando amb la seva dona i els seus pares. Thompson també està profundament pertorbat i és un col·leccionista d'armes obsessiu, però la seva família no se'n fa cas. Un matí, després que el seu pare marxi a treballar, Thompson assassina la seva dona, la seva mare i un repartidor a casa seva. Aquella tarda, Thompson continua la matança, disparant a persones en cotxes que passaven des del cim d'un dipòsit d'emmagatzematge de petroli que es troba al costat d'una autopista molt transitada. Quan un empleat del dipòsit d'emmagatzematge s'acosta a investigar els trets, Thompson també li dispara. Deixant algunes de les seves armes i munició a l'escena del crim, Thompson fuig al mateix teatre d'automòbil on Orlok apareixerà aquella nit.
Després de la posta de sol, Thompson mata el projeccionista del teatre i es posa a l'enquadrament dins de la torre de pantalla. Mentre es mostra la pel·lícula d'Orlok, Thompson apunta i dispara als clients dins i al voltant de l'aparcament mitjançant un forat a la pantalla de projecció. Després que Thompson fereix la secretària d'Orlok, Jenny, Orlok s'enfronta a Thompson, que està desorientat per l'aparició simultània d'Orlok davant d'ell i a la gran pantalla de cinema darrere d'ell, permetent a l'actor desarmar Thompson amb el seu bastó. Mirant l'ara derrotat Thompson, un Orlok visiblement sacsejat comenta: "És això el que tenia por?" Moments després, els agents de policia arriben per arrestar Thompson pels assassinats que ha comès; mentre l'allunyen, Thompson afirma amb aparent satisfacció que "gairebé mai no havia perdut".

## Repartiment
- Tim O'Kelly com a Bobby Thompson
- Boris Karloff com Byron Orlok
- Arthur Peterson com Ed Loughlin
- Monte Landis com Marshall Smith
- Nancy Hsueh com a Jenny
- Peter Bogdanovich com a Sammy Michaels
- Sandy Baron com a Kip Larkin
- James Brown com a Robert Thompson, Sr.
- Mary Jackson com a Charlotte Thompson
- Tanya Morgan com a Ilene Thompson
- Mike Farrell com a Home in Phone Booth

## Producció
El personatge i les accions de Bobby Thompson estan modelats després de Charles Whitman, que va perpetrar el tiroteig a la torre de la Universitat de Texas el 1966. El personatge de Byron Orlok, que porta el nom del vampir de Max Schreck Comte Orlok a Nosferatu de 1922, es va basar en el mateix Karloff, amb un component fictici d'estar amargat pel negoci del cinema i voler retirar-se. El paper va ser l'última aparició de Karloff en una important pel·lícula estatunidenca.
Karloff fa una interpretació celebrada de 100 segons en una sola presa de la narració de W. Somerset Maugham de la faula babilònica Appointment in Samarra.
Al final de la pel·lícula en una sala de cinema, Orlok, el monstre tradicional i antic de la pantalla que sempre va obeir les regles, s'enfronta al nou, realista i nihilista "monstre" de finals dels anys seixanta, un assassí múltiple, en forma d'un tall net i modest.
Bogdanovich va tenir l'oportunitat de fer Targets perquè Boris Karloff li devia al cap de l'estudi Roger Corman dos dies de feina. Corman va dir a Bogdanovich que podia fer qualsevol pel·lícula que li agradés sempre que utilitzés Karloff i es mantingués per sota del pressupost. A més, Bogdanovich va utilitzar clips del thriller de Corman de l'època napoleònica El terror a la pel·lícula. Els clips de The Terror inclouen Jack Nicholson, Dick Miller i Boris Karloff. Es va usar un breu clip de la pel·lícula de Howard Hawks The Criminal Code (1931) mostrant Karloff. Polly Platt va ser la dissenyadora de producció de la pel·lícula, a més de desenvolupar la història, i va ser la seva idea establir el final en un autocinema.
Bogdanovich ha dit que Samuel Fuller va oferir una generosa ajuda en el guió i es va negar a acceptar ni una quota ni un crèdit de pantalla, així que Bogdanovich va anomenar el seu propi personatge Sammy Michaels (el segon nom de Fuller era Michael) en homenatge. Fuller va aconsellar a Bogdanovich que estalviés el màxim de diners possible en el pressupost de la pel·lícula perquè la pel·lícula tingués una conclusió plena d'acció.

## Estrena
American International Pictures es va oferir a estrenar-la, però Bogdanovich volia mirar si la pel·lícula podia aconseguir un acord amb un estudi important. Va ser vista per Robert Evans de Paramount Pictures, que la va comprar per 150.000 dòlars, donant a Corman un benefici instantani de la pel·lícula abans fins i tot que s'estrenés.
Tot i que la pel·lícula es va escriure i es va completar la fotografia de producció a finals de 1967, no es va estrenar fins després de l'assassinat de Martin Luther King Jr. i el de Robert F. Kennedy a l'estiu de 1968, tenint així una certa rellevància d'actualitat amb els fets de l'actualitat. No obstant això, no va tenir gaire èxit a taquilla.
No obstant això, Bogdanovich, que apareix a la pel·lícula com un jove escriptor i director, li atribueix el fet de fer-lo notar pels estudis, cosa que al seu torn li va portar a dirigir tres pel·lícules d'estudi de gran èxit (L'última projecció, Què em passa, doctor?, i Lluna de paper) a principis dels anys setanta.
Uns cinc anys després de l'estrena, el març de 1973, Nova Zelanda es va negar a emetre un "certificat d'aprovació" per al tràiler de la pel·lícula sobre la base que era "contrària a l'ordre públic i la decència".

## Recepció crítica
Al lloc web de l'agregador de ressenyes Rotten Tomatoes, Targets té una puntuació d'aprovació del 90% basada en 29 ressenyes, amb una puntuació mitjana de 7,7/10. El consens crític del lloc web diu: "Un debut com a director sorprenent de Peter Bogdanovich barreja un homenatge a les pel·lícules de terror de Boris Karloff amb una història de franctirador oportuna per crear un thriller amb equipatge modern i sorpresa i por de la vella escola".
Howard Thompson de The New York Times va qualificar la pel·lícula de "melodrama original i brillant" i va concloure que "Targets marca una diana inquietant." Dave Kehr de The Chicago Reader va anomenar la pel·lícula "una resposta interessant a les demandes de cinema de gènere de baix pressupost". Variety va escriure sobre la pel·lícula: "Conscient de la virtut de la violència implícita, Bogdanovich transmet moments de xoc, terror, suspens i por."En una revisió retrospectiva de la pel·lícula, Geoff Andrew de Time Out lao va anomenar "un complex comentari fascinant sobre la mitologia americana, que explora la relació entre el món interior de la imaginació i el món exterior de la violència i la paranoia, tots dos rellevants per als traumes americans contemporanis."
Escrivint per Chicago Sun-Times, el crític Roger Ebert va donar a la pel·lícula dues estrelles i mitja de quatre, i va escriure que "Targets no és una molt bona pel·lícula, però és interessant". Va qualificar l'actuació de Karloff de "fascinant" però va assenyalar que la pel·lícula podria haver estat "més directa i eficaç" sense les seves escenes. Una ressenya de la pel·lícula publicada per Time va afirmar que "Targets finalment és víctima d'un excés artístic."
Stanley Kauffmann de The New Republic va escriure: "Els objectius van mostrar una habilitat considerable, però van quedar atrapats a Movieland, en més que en el tema". John Simon va escriure"targets va tractar un tema vàlid però d'una manera desagradable."
El 2020, Quentin Tarantino va considerar Targets "la pel·lícula més política que Corman ha fet mai des de The Intruder. I quaranta anys després encara és una de les els crits més forts pel control d'armes del cinema americà. La pel·lícula no és un thriller amb un comentari social enterrat dins (el model de Corman normal), és un comentari social amb un thriller enterrat dins... Va ser una de les pel·lícules més potents del 1968 i un dels millors debuts com a director de tots els temps. I crec que la millor pel·lícula mai produïda per Roger Corman."